# Bábonymegyer, Somogy
Bábonymegyer  este un sat în districtul Tab, județul Somogy, Ungaria, având o populație de 868 de locuitori (2011). 

## Demografie
Componența etnică a satului Bábonymegyer
     Maghiari (97,74%)
     Germani (1,51%)
     Alții (0,75%)
Componența confesională a satului Bábonymegyer
     Reformați (13,48%)
     Luterani (8,18%)
     Fără religie (4,15%)
     Necunoscută (74,19%)
     Alte religii (0,46%)
Conform recensământului din 2011, satul Bábonymegyer avea 868 de locuitori. Din punct de vedere etnic, majoritatea locuitorilor (97,74%) erau maghiari, cu o minoritate de germani (1,51%). Nu există o religie majoritară, locuitorii fiind reformați (13,48%), luterani (8,18%) și persoane fără religie (4,15%). Pentru 74,19% din locuitori nu este cunoscută apartenența confesională.